# Jürgen Mehlfeldt
Jürgen Mehlfeldt (* 1. April 1941 in Kiel) ist ein deutscher Politiker (CDU) und ehemaliges Mitglied der Hamburgischen Bürgerschaft.

## Leben
Jürgen Mehlfeldt war in der Zeit von 1975-2003 (28 Jahre) beruflich als selbständiger Kaufmann in Hamburg tätig. Er ist gelernter Handwerksmeister und Ehren-Obermeister der Schneid-, Schleiftechnik und Büchsenmacherinnung. Er war Präsident des Gesamtverbandes des Hamburger Handwerks. Im Rechenschaftsbericht der Hamburger Mittelstands- und Wirtschaftsvereinigung 2000–2002 ist Mehlfeldt als Beirat der Vereinigung aufgeführt.
Er ist verheiratet und hat drei Söhne.

## Politik
Von 1997 bis 2004 war er Mitglied der Bürgerschaft der Freien und Hansestadt Hamburg. Für die CDU-Fraktion war er im Landesparlament Fachsprecher für Stadtentwicklung und im gleichnamigen Parlamentsausschuss. Ein weiterer Schwerpunkt seiner Arbeit sind die Themen Arbeitsmarkt und Handwerk. Zudem saß er im Ausschuss für Europa und Städtepartnerschaften und im Wirtschaftsausschuss.
Zur Bundestagswahl 2002 stand er für die CDU auf der Landesliste Hamburg auf dem 14. Platz.

## Quelle
- Bürgerhandbuch: 16. Wahlperiode – Die Bürgerschaft der Freien und Hansestadt Hamburg. (2. Auflage, Stand August 1999)

| Personendaten    | Personendaten                   |
| ---------------- | ------------------------------- |
| NAME             | Mehlfeldt, Jürgen               |
| KURZBESCHREIBUNG | deutscher Politiker (CDU), MdHB |
| GEBURTSDATUM     | 1. April 1941                   |
| GEBURTSORT       | Kiel                            |